# Natuurtoerisme
Natuurtoerisme is een type toerisme naar belangrijke gebieden betreffende de natuur zoals natuurgebieden van een land of werelddeel. Er staan ook natuurgebieden (Natuurerfgoed) op de lijst van erfgoederen, de Werelderfgoedlijst van UNESCO.
Het zijn vooral gebieden met bijzondere natuurverschijnselen zoals bergen, gletsjers, vulkanen, nationaal parken, fjorden, watervallen, duikgebieden, regenwouden.
Het is algemeen geaccepteerd dat deze toeristen een bepaalde interesse delen voor de natuur zowel planten en dieren zoals bij een safari. Deze vorm van toerisme wordt over het algemeen populairder.